# Circo romano

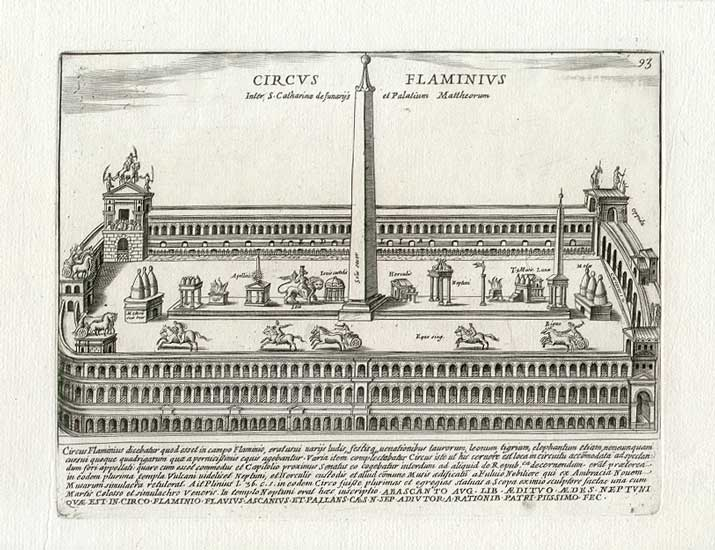
Circus Flaminius (Roma), por Bartoli (1699).

El llamado circo romano es una de las instalaciones más importantes de las ciudades romanas. Junto con el teatro y el anfiteatro, forma la trilogía de grandes instalaciones destinadas a divertir al pueblo. Inspirado en los hipódromos y estadios griegos, pero de medidas mucho mayores que estos, el circo romano estaba destinado a carreras, espectáculos, y representaciones, que conmemoraban los acontecimientos del Imperio.
El circo romano es un recinto muy alargado con remates circulares en los extremos, teniendo globalmente una forma oval, más o menos alargada. En el centro, rodeada de gradas generalmente de piedra, estaba la arena (en latín hārēna).

## Circos romanos en Italia

### Estadio de Domiciano
Construido en Roma, más que un circo es un estadio muy similar al de los griegos. En la actualidad el monumento ha quedado bajo el subsuelo de la actual plaza Navona, pueden observarse restos bajo ella.

## Circos romanos en Hispania

### Circo romano de Mérida

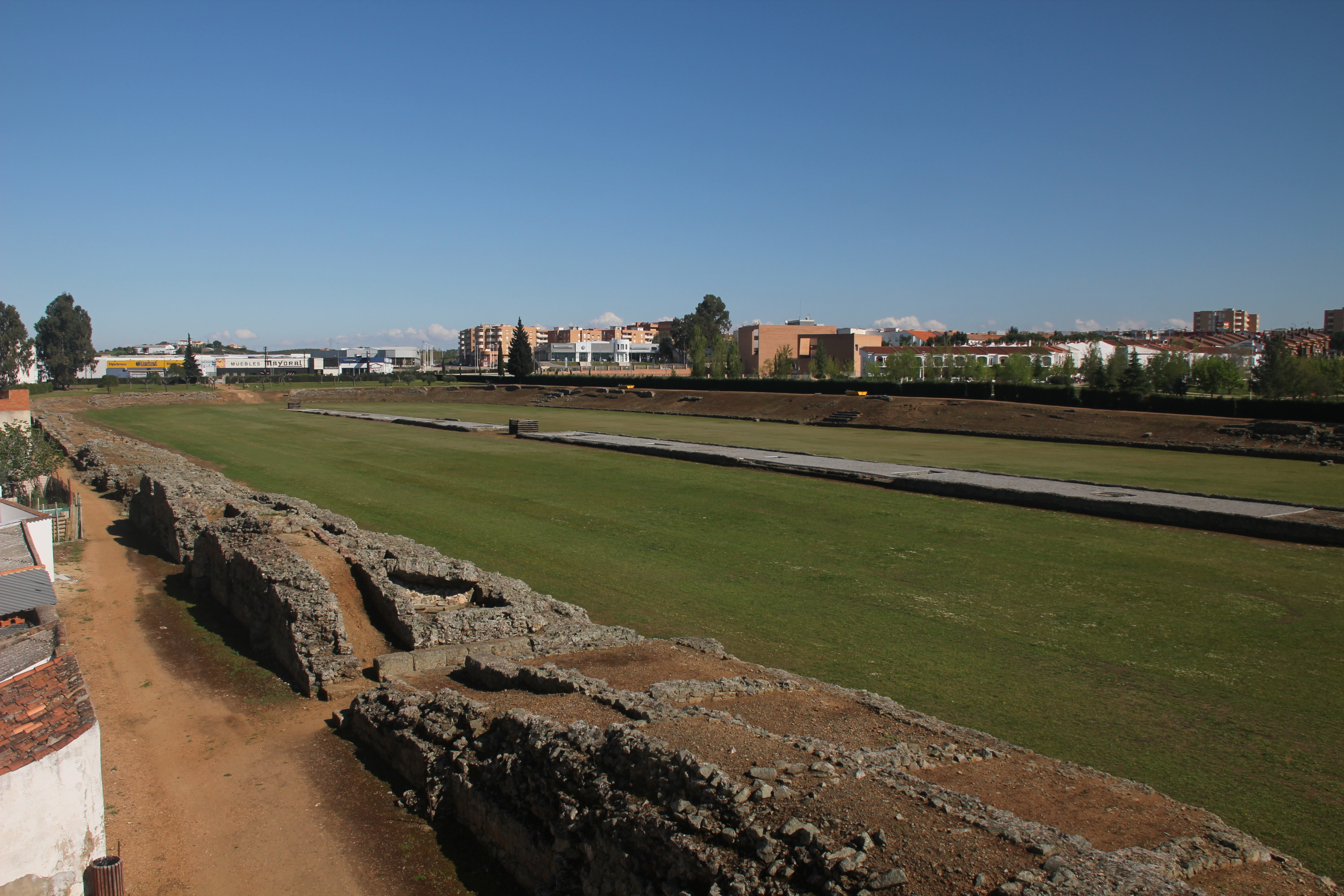
El Circo romano de Mérida

Este circo romano tiene unos 440 m de longitud y 115 m de anchura, era el mayor de los edificios dedicados a espectáculos de la ciudad y, junto con el anfiteatro, era el que gozaba de los favores de un público más dado a emociones lúdicas fuertes que a cultas obras teatrales. Debido a sus grandes dimensiones se encontraba fuera del recinto amurallado, al lado de la calzada que unía Emerita con Corduba (Córdoba) y Toletum (Toledo). En la actualidad existe un centro de interpretación junto al monumento y este es totalmente visitable. Tenía un aforo de unos 30.000 espectadores distribuidos en un graderío con la ya clásica división en tres caveas, marcada por las diferentes procedencias sociales de sus ocupantes.
Su construcción se llevó a cabo en las primeras décadas del siglo I. El recinto posee una arena central donde se efectuaban las competiciones. En medio de ésta, se encuentra una valla central llamada spina de una longitud de 223 m y una anchura de 8,5 m que en su día estuvo decorada con monolitos y otros motivos. Uno de los espectáculos favoritos eran las carreras de bigas (dos caballos) y cuadrigas (cuatro caballos). Los conductores de los carros, llamados aurigas, eran personajes muy populares; algunos han quedado inmortalizados en pinturas y mosaicos junto a los caballos de Hispania igualmente famosos en la época.

### Circo romano de Tarraco
Construido a finales del siglo I, seguramente en tiempos del emperador Domiciano, tenía aforo para 25 000 personas y se mantuvo activo hasta el siglo V. El circo original tenía aproximadamente 117 m de ancho por 340 m de longitud; la arena o pista tenía 74 m de ancho. Se conservan restos de los asientos en dos escaleras; se ha identificado también una de las butacas de piedra reservadas a las autoridades de la ciudad y la provincia Tarraconense. Se han encontrado dos losas sepulcrales de aurigas del circo, las dos escritas en verso. En la actualidad es parcialmente visitable ya que parte ha quedado inmersa en la estructura urbana de Tarragona.

### Circo romano de Calahorra
El circo romano de Calahorra está "fosilizado¨ en el Paseo del Mercadal. Al final del mismo se encuentran algunos restos, pocos, de lo que fue el circo; un muro romano de mampostería y un canalillo de desagüe. Cerca, en los jardines de Era Alta, encontramos un resto de conducción de agua del circo romano.

### Circo romano de Toledo
Construido en el siglo I, el circo de Toledo tenía capacidad para aproximadamente 13 000 espectadores. Se dejó de utilizar cuando se perdió la ciudad.
Durante la etapa de dominación islámica y mudéjar se utilizó como necrópolis (entre los siglos IX y XV), y pese a que casi todos los enterramientos quedan en el subsuelo del parque arqueológico, hay algunos visibles en el exterior, y otros en el interior de la espina.

### Circo romano de Segóbriga
Del circo romano de Segóbriga, de características similares al de Toledo, no se posee mucha información, pues actualmente se encuentra en estado de excavación y/o puesta en valor. Según parece, quedó inacabado, no completándose su construcción.

### Circo romano de Alhambra (Ciudad Real)
Se descubrió y excavó el circo romano de Alhambra (Ciudad Real) en la ejecución de la variante de dicha población. Hoy día está sepultado bajo el actual trazado de la carretera N-430 sin que haya expectativas de una futura recuperación.

### Circo romano de Itálica
El circo romano de Itálica fue construido en la que fue primera ciudad romana en la Hispania romana, Itálica, situada en el actual término municipal de Santiponce (provincia de Sevilla), en Andalucía (España), que fue fundada en el año 206 a. C.
https://es.wikipedia.org/wiki/Circo_romano_de_It%C3%A1lica